# Pratapaditya Pal
Pratapaditya Pal (...) è uno storico dell'arte indiano, specializzato nelle arti e la cultura del sud-est asiatico e dell'Himalaia.
Nello specifico si è specializzato in storia dell'arte dell'India, del Nepal e del Tibet. È stato curatore delle opere d'arte del sud-est asiatico in vari musei statunitensi, tra cui il Museo delle belle arti di Boston, il Los Angeles County Museum of Art e l'Art Institute of Chicago, dove ha organizzato oltre 22 esposizioni e partecipato alla costituzione della collezione del museo. Ha scritto anche più di 60 libri e cataloghi, ed oltre 250 articoli riguardo all'arte e alla cultura del sud est asiatico e dell'Himalaya. Ha insegnato in varie università ed ha ricoperto l'incarico di editore della rivista indiana Marg. Nel 2009 ha ricevuto dal governo indiano l'onorificenza di Padma Shri, grazie ai suoi contributi allo studio dell'arte indiana.

## Infanzia e percorso scolastico
Pal nacque nel Bangladesh e frequentò la scuola elementare a Darjeeling e a Calcutta. studiando poi all´università di Calcutta. Voleva specializzarsi in antropologia, ma nel 1957 tali corsi non erano disponibili presso la sua università. Pertanto frequentò un master in ambito umanistico (Master of Arts), e si laureò in Storie e culture dell'India antica. Continuò poi gli studi conseguendo un PhD in storia dell'architettura del Nepal nel 1962. Successivamente ottenne una borsa di studio della Cambridge University, dove nel 1965 discusse una seconda tesi di dottorato in Scultura e pittura nepalese. Tuttavia non essendo in grado di trovare un lavoro d’insegnante in India, si trasferì negli Stati Uniti d'America.

## Carriera professionale
Nel 1967, è stato nominato curatore della collezione d'arte indiana del museo di Boston, una posizione precedentemente occupata da Ananda Coomaraswamy. Nel 1969, si è trasferito al Los Angeles County Museum of Art, dove era appena iniziato lo sviluppo della collezione d'arte indiana. Pal vi ha ricoperto l'incarico di capo del dipartimento delle arti indiane e islamiche. È stato successivamente direttore ad interim del museo (1979 -80) e alto curatore delle arti indiane e del sud est asiatico dal 198. La redattrice in ambito artistico della rivista Los Angeles Times Suzanne Muchnic ha descritto la sua eredità in termini di costruzione della collezione del museo da “una manciata di elementi da circa 4 000 pezzi, permettendo alla LACMA di diventare una referenza in ambito delle arti indiane e del sud est asiatico”.
Nel 1995, è stato nominato visiting curator delle arti indiane, dell'Himalaya e del sud est asiatico presso la scuola d´arte di Chicago. Si è trasferito poi al Norton Simon Museum, Pasadena nel 2003. Nella prima metà del 1970, Pal è stato consulente del Norton Museo ed ha suggerito alla direzione di tale Istituzione di procurarsi opere d'arte asiatiche.

## Opere
Libri e Cataloghi
- The Elegant Image: Bronzes from the Indian Subcontinent in the Siddharth K. Bhansali Collection, New Orleans Museum of Art (2011).
- Goddess Durga: The Power and The Glory, Marg Publications (2009).
- Asian Art at the Norton Simon Museum, Vol. I. Art from the Indian Subcontinent, Yale University Press (2003).
- The Holy Cow and Other Animals: A Selection of Indian Paintings from the Art Institute of Chicago (with Betty Seid), Art Institute of Chicago (2002).
- The Art and Architecture of Ancient Kashmir, Marg Publications (1989)
- Icons of Piety, Images of Whimsy: Asian Terra Cottas from the Walter Grounds Collection, LACMA (1987).
- From Merchants to Emperors: British Artists and India, 1757–1930 (with Vidya Dahejia), Cornell University Press (1986).
- Light of Asia: Buddha Sakyamuni in Asian Art, LACMA (1984)
- Tibetan Paintings: A Study of Tibetan Thankas, Eleventh to Nineteenth Centuries, Sotheby Publicaions (1984).
- Art of Tibet: A Catalogue of the Los Angeles County Museum of Art Collection, University of California Press (1984).
- A Buddhist Paradise: The Murals of Alchi, Western Himalayas (with Lionel Fournier), Visual Dharma Publications (1982).
- The Classical Tradition in Rajput Painting from the Paul F. Walter Collection, Pierpont Morgan Library (1978).
- The Sensual Immortals: A Selection of Sculptures from the Pan-Asian Collection , MIT Press (1977).
- Nepal: Where the Gods are Young, Asia Society (1976).
- Bronzes of Kashmir, Akademische Druck- und Verlagsanstalt (1975)
- The Arts of Nepal. Part I. Sculpture, EJ Brill (1974).
- Aspects of Indian Art. Papers Presented in a Symposium at the Los Angeles County Museum of Art, October 1970 (editor), EJ Brill (1972).
- The Art of Tibet, Asia Society (1969).

## Premi e distinzioni
- Padma Shri, 2009.
- The Pratapaditya Pal Senior Lectureship in Curating and Museology in Asian Art created at School of Oriental and African Studies at London University[3]